# 福建交通一卡通
福建交通一卡通是福建省内的区域互联互通公交一卡通系统，由福建交通一卡通有限公司和各地市一卡通公司共同运营。
福建交通一卡通的卡片名为福路通，各地市发行的福路通卡可在福建省9个城市的公共交通工具上使用，并可在全国336个加入了全国交通一卡通互联互通项目的地级以上城市（含5个示范区）使用。福路通应用领域包括公交、地铁等公共交通领域。

## 历史
2015年7月2日，福建交通一卡通有限公司成立。
2015年11月，由福建省交通运输厅牵头，各地与福建交通一卡通有限公司合资成立地方交通一卡通公司。
2015年11月，莆田发行福路通卡。
2015年12月，漳州、泉州、三明和南平发行福路通卡。
2016年4月，宁德发行福路通卡。
2016年12月，龙岩发行福路通卡。
2017年1月，福州、平潭发行福路通卡。
2017年1月13日，福建交通一卡通推出“福路通·福建出行助手”App。拥有支持NFC功能的安卓手机持卡人可通过该App进行卡片线上充值、余额查询。部分地级市支持通过NFC主机卡模拟（HCE）方式开通虚拟卡用于支付公共交通车资。现今该App的功能无法正常使用，NFC虚拟卡功能也已于2020年5月20日上午10:00暂停申请。
2017年1月25日，福建省全省实现全省公交线路基本支持福路通卡及全国互联互通卡刷卡乘车，此举意味着福建正式加入全国交通一卡通互联互通网络。
2017年4月20日，福建省各地级市已完成所有市区公交全国交通一卡通改造和大部分县区公交线路全国交通一卡通改造。
2017年12月，厦门发行福路通卡。
2018年12月31日，厦门地铁全国交通一卡通支持改造经过验收通过，厦门地铁正式宣布支持福路通卡及全国互联互通卡。
2019年4月30日，福州地铁全国交通一卡通改造开始试营运，福州市域实现交通一卡通一卡通行。
2020年5月20日，福建出行助手APP停止虚拟卡申请。已开通虚拟卡的用户可以继续使用，不受影响，后续用户将无法开通虚拟卡。
2020年8月26日，厦门e通卡（交通联合）上线Apple Pay。
2021年5月，福路通·莆田城市一卡通、福路通·武夷通、福路通·九龙卡正式上线Huawei Pay。
2022年9月，福建交通一卡通宣布福建政务服务“闽政通”支持充值福路通卡。福路通卡原有的“福建出行助手”APP充值渠道同时暂停使用。
2023年1月，福路通·泉通卡和厦门e通卡（交通联合）宣布上线华为众测，众测后上线Huawei Pay。

## 运营模式
福建交通一卡通项目的运营主体为福建交通一卡通有限公司，福建省交通运输厅由2015年3月起筹建福建交通一卡通有限公司，2015年7月2日由福建省高速公路公司出资注册成立，注册资本1亿元。
福建交通一卡通项目建设采用全省一张卡和一个法人主体的运营模式。在实际运营中，福建省交通运输厅积极构建“省公司+地市子公司”合作经营模式，与各地政府成立与福建交通一卡通有限公司合资的地方交通一卡通运营企业。福建交通一卡通有限公司负责统一制卡并提供技术和发卡系统支持，而地市子公司负责销售、充值和拓展特色服务项目等，调动了地方积极性，也保障了各地权益。

## 福路通卡
福路通卡是福建交通一卡通的省级品牌。福路通卡采用省级品牌+地方品牌品牌双品牌策略，其中省公司负责统一制卡，而地市子公司则负责实际售卡和卡片售后服务。
下表列出了各地福建交通一卡通卡的发卡信息。
| 发卡地区       | IIN       | 发卡品牌              | 发卡公司                   |
| -------------- | --------- | --------------------- | -------------------------- |
| 福州市         | 3105 0600 | 福路通·榕城通         | 福州市电子信息集团有限公司 |
| 泉州市         | 3105 0601 | 福路通·泉通卡         | 泉州交通一卡通有限公司     |
| 平潭综合实验区 | 3105 0602 | 福路通·海峡通         | 平潭海峡通信息技术有限公司 |
| 宁德市         | 3105 0603 | 福路通·福宁卡         | 宁德交通一卡通有限公司     |
| 龙岩市         | 3105 0604 | 福路通·龙行卡         | 龙洲集团股份有限公司       |
| 莆田市         | 3105 0605 | 福路通·莆田城市一卡通 | 莆田市民卡运营管理有限公司 |
| 漳州市         | 3105 0606 | 福路通·九龙卡         | 漳州通易商务服务有限公司   |
| 三明市         | 3105 0607 | 福路通·明通卡         | 三明交运信息科技有限公司   |
| 厦门市         | 3105 0608 | 福路通·e通卡          | 厦门易通卡运营有限责任公司 |
| 南平市         | 3105 0609 | 福路通·武夷通         | 南平大武夷智慧文旅有限公司 |
| 注释           |           |                       |                            |
| 1. 2. 3.       |           |                       |                            |

### 榕城通（福州市）
“福路通·榕城通”是榕城通卡的产品之一，即带有“交通联合”标识的榕城通卡，由福州市民卡有限公司发行，可在福州地区的公共交通工具上用于支付车资。福路通卡为纪念版榕城通卡，不退卡、不记名、不挂失。
目前，福州市内发行的第三代社会保障卡均已加载福路通卡模块，持卡人可使用三代社保卡在福州市内乘坐公共交通，惟三代社保卡默认开启交通联合卡互联互通模块，电子钱包部分不记名、不挂失。
福路通·榕城通卡可享受福州公交、福州地鐵的折扣优惠。

### e通卡（厦门市）
“福路通·e通卡”是厦门市发行的交通联合一卡通品牌，为E通卡产品之一。此卡作为销售卡发行，不含押金、不挂失、不记名、不退卡。此卡可在厦门地铁、公交、BRT、轮渡等消费领域使用，惟不可在现时厦门市基于全国城市一卡通互联互通标准发行的本地e通卡支持的小额消费领域使用。
福路通·e通卡的持卡人在厦门市内使用此卡时，享受现时厦门市内公共交通优惠。

### 莆田城市一卡通（莆田市）
福路通·莆田城市一卡通为莆田市内公共交通一卡通品牌，目前由莆田市民卡运营管理有限公司发行。此卡在办理时可遵循办卡人需要选择办理互联互通卡或非互联互通卡。两种卡类均需实名办理，而互联互通卡不可挂失，非互联互通卡仅限莆田市域内使用。互联互通卡首张卡免费，非互联互通卡办理时需缴纳15元工本费。
莆田市内的公交敬老卡功能目前均已加载至莆田市内由中国工商银行、莆田农商银行和仙游农商银行发行的第三代社保卡，持卡人可凭此卡免费乘坐公交。

### 银行联名卡
目前，福建省内部分城市已与当地社保卡发卡银行发行带有交通卡、医保卡和社保卡功能的第三代社会保障卡。下表列出了福建省内与各银行联合发行的带有交通卡功能的第三代社保卡。
| 地区   | 发卡品牌       | 发卡银行 | 备注                                                          |
| ------ | -------------- | --- | ------------------------------------------------------------- |
| 福州市 | 福州市民一卡通 | 工商银行、农业银行、中国银行、建设银行、邮储银行、海峡银行、兴业银行、福州农商银行、招商银行、民生银行、光大银行 | 享受优惠与福州市发行的福路通·榕城通卡一致，不享受福州地铁优惠 |
| 莆田市 | 莆田市民一卡通 | 莆田农商银行、工商银行、建设银行、邮储银行                                                                       | 此卡享受免费乘车待遇，仅65周岁及以上的老年人可办理            |
| 南平市 | 南平市民一卡通 | 工商银行、南平农商银行、农业银行、中国银行、中国银行、建设银行、邮储银行、兴业银行                               | 需通过支付宝激活交通模块                                      |

## 适用范围

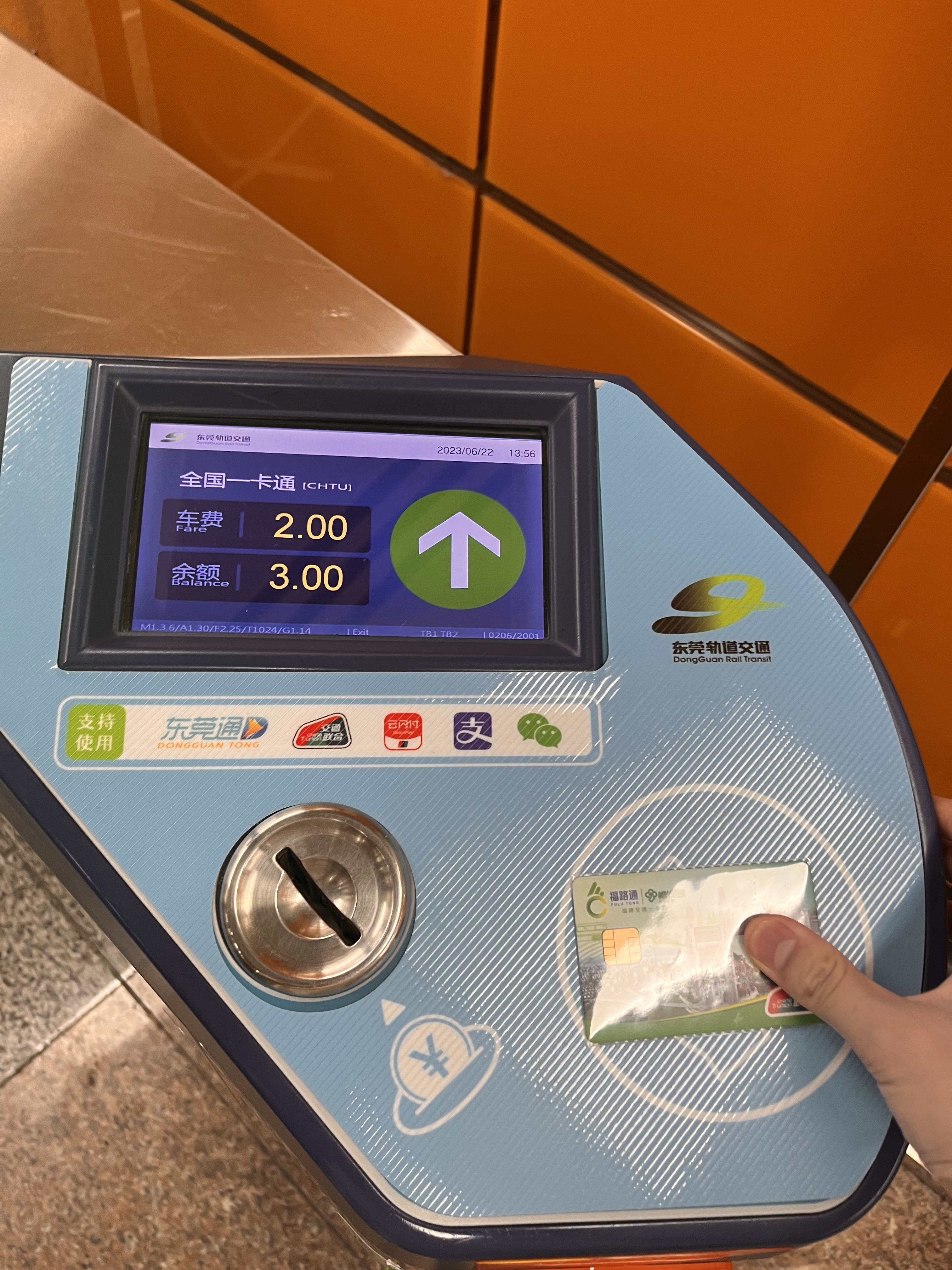
使用福路通·榕城通在东莞轨道交通2号线出站

### 福建省内
福路通卡支持在福建省内各地级市市区和部分县、市的公共交通工具上使用。具体使用范围见下表。
| 地区 | 可使用范围         | 可使用公共交通工具                         | 备注                                                                                      |
| ---- | ------------------ | ------------------------------------------ | ----------------------------------------------------------------------------------------- |
| 福州 | 福州市区及下辖县市 | 福州市域内公交线路                         |                                                                                           |
| 福州 | 福州市区及下辖县市 | 福州地铁所有线路                           |                                                                                           |
| 厦门 | 厦门全市           | 厦门全市所有公交线路                       |                                                                                           |
| 厦门 | 厦门全市           | 厦门地铁线路                               |                                                                                           |
| 厦门 | 厦门全市           | 厦门BRT线路                                |                                                                                           |
| 厦门 | 厦门全市           | 厦门市内出租车                             |                                                                                           |
| 厦门 | 厦门全市           | 厦门市内轮渡线路                           | 仅限轮渡码头的市民通道                                                                    |
| 漳州 | 漳州市区及下辖县市 | 漳州市域内公交线路                         |                                                                                           |
| 漳州 | 漳州市区及下辖县市 | 漳州公共自行车                             |                                                                                           |
| 泉州 | 泉州市区及下辖县市 | 泉州市域内公交线路                         |                                                                                           |
| 泉州 | 泉州市区及下辖县市 | 泉州公共自行车                             |                                                                                           |
| 三明 | 三明市区           | 三明市区公交线路                           |                                                                                           |
| 三明 | 三明市区           | 三明公共自行车                             |                                                                                           |
| 莆田 | 莆田全市及仙游县   | 莆田、仙游常规公交线路                     |                                                                                           |
| 莆田 | 莆田全市及仙游县   | 莆田公共自行车（Youbike）                  |                                                                                           |
| 龙岩 | 龙岩下辖县区       | 长汀、上杭、武平、连城、漳平县（市）区公交 | 龙岩市区公交已拆除刷卡机并停发福路通·龙行卡，惟现时龙岩下辖县区仍正常发行并可使用龙行卡。 |
| 南平 | 南平市区及下辖县市 | 南平市域内公交线路                         |                                                                                           |
| 宁德 | 宁德市区及下辖县市 | 宁德市域内公交线路                         |                                                                                           |
| 平潭 | 平潭综合实验区     | 平潭综合实验区内公交线路                   |                                                                                           |
| 平潭 | 平潭综合实验区     | 平潭公共自行车                             |                                                                                           |

### 全国
已开通互联互通功能的福路通卡（卡面带有“交通联合”标志或卡面标识为“互联互通卡”、“不记名卡”）可在全国327个加入了全国交通一卡通互联互通项目的地级以上城市（含5个示范区）使用。

## 充值
由福建省内各地区发行的福路通卡均支持在当地客服网点进行充值。福路通卡亦支持线上NFC充值。具体充值渠道见下表。
| 地级市 / 实验区 | 发卡品牌              | 充值渠道  |
| --------------- | --------------------- | --------- |
| 福州市          | 榕城通                | 榕城通    |
| 福州市          | 榕城通                | 榕e社保卡 |
| 泉州市          | 福路通·泉通卡         | 晶彩智服  |
| 泉州市          | 福路通·泉通卡         | 泉城通    |
| 厦门市          | e通卡                 | e通卡App  |
| 平潭综合实验区  | 福路通·海峡通         | 闽政通    |
| 宁德市          | 福路通·福宁卡         | 闽政通    |
| 龙岩市          | 福路通·龙行卡         | 闽政通    |
| 莆田市          | 福路通·莆田城市一卡通 | 闽政通    |
| 漳州市          | 福路通·九龙卡         | 闽政通    |
| 三明市          | 福路通·明通卡         | 闽政通    |
| 南平市          | 福路通·武夷通         | 闽政通    |

## 注解
1. ↑  卡片需为互联互通卡或已开启互联互通模块，详情请咨询各地一卡通公司。
2. ↑  闽政通APP“公交一卡通充值”不支持充值福州、厦门和泉州的福路通卡。